# Municipio de Blakeley
El municipio de Blakeley (en inglés: Blakeley Township) es un municipio ubicado en el condado de Scott en el estado estadounidense de Minnesota. En el año 2010 tenía una población de 418 habitantes y una densidad poblacional de 5,93 personas por km².

## Geografía
El municipio de Blakeley se encuentra ubicado en las coordenadas 44°34′35″N 93°51′49″O / 44.57639, -93.86361. Según la Oficina del Censo de los Estados Unidos, el municipio tiene una superficie total de 70.5 km², de la cual 68,56 km² corresponden a tierra firme y (2,76 %) 1,94 km² es agua.

## Demografía
Según el censo de 2010, había 418 personas residiendo en el municipio de Blakeley. La densidad de población era de 5,93 hab./km². De los 418 habitantes, el municipio de Blakeley estaba compuesto por el 98,33 % blancos, el 0,24 % eran afroamericanos, el 0,48 % eran asiáticos y el 0,96 % eran de una mezcla de razas. Del total de la población el 0,96 % eran hispanos o latinos de cualquier raza.